# Wellingborough
Wellingborough is een plaats in het bestuurlijke gebied Wellingborough, in het Engelse graafschap Northamptonshire. De plaats telt 46.959 inwoners.

## Geboren
- Christopher Greenwood (1955), rechter, hoogleraar en kroonadvocaat
- Thom Yorke (1968), rockmuzikant en zanger (Radiohead)

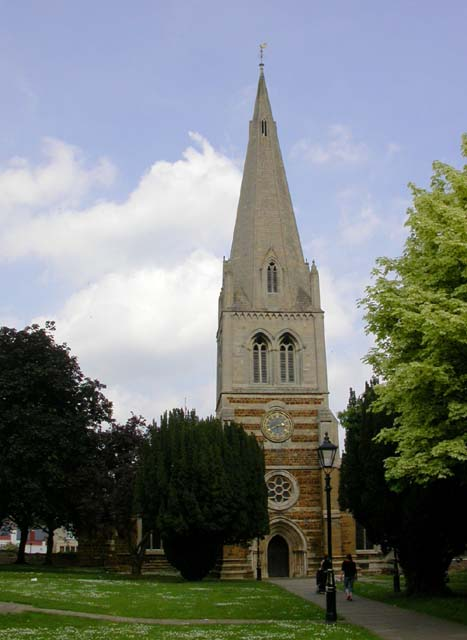
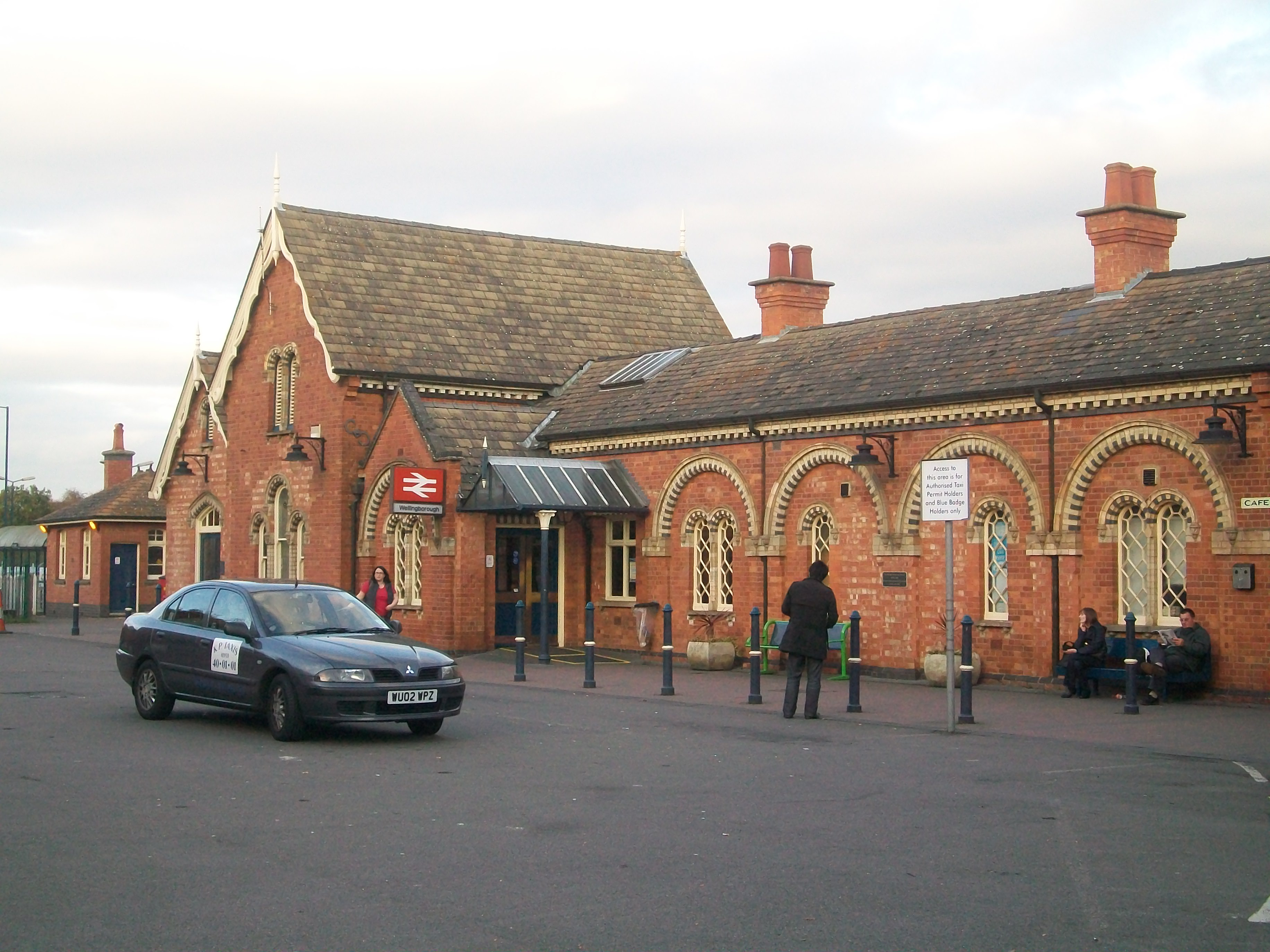
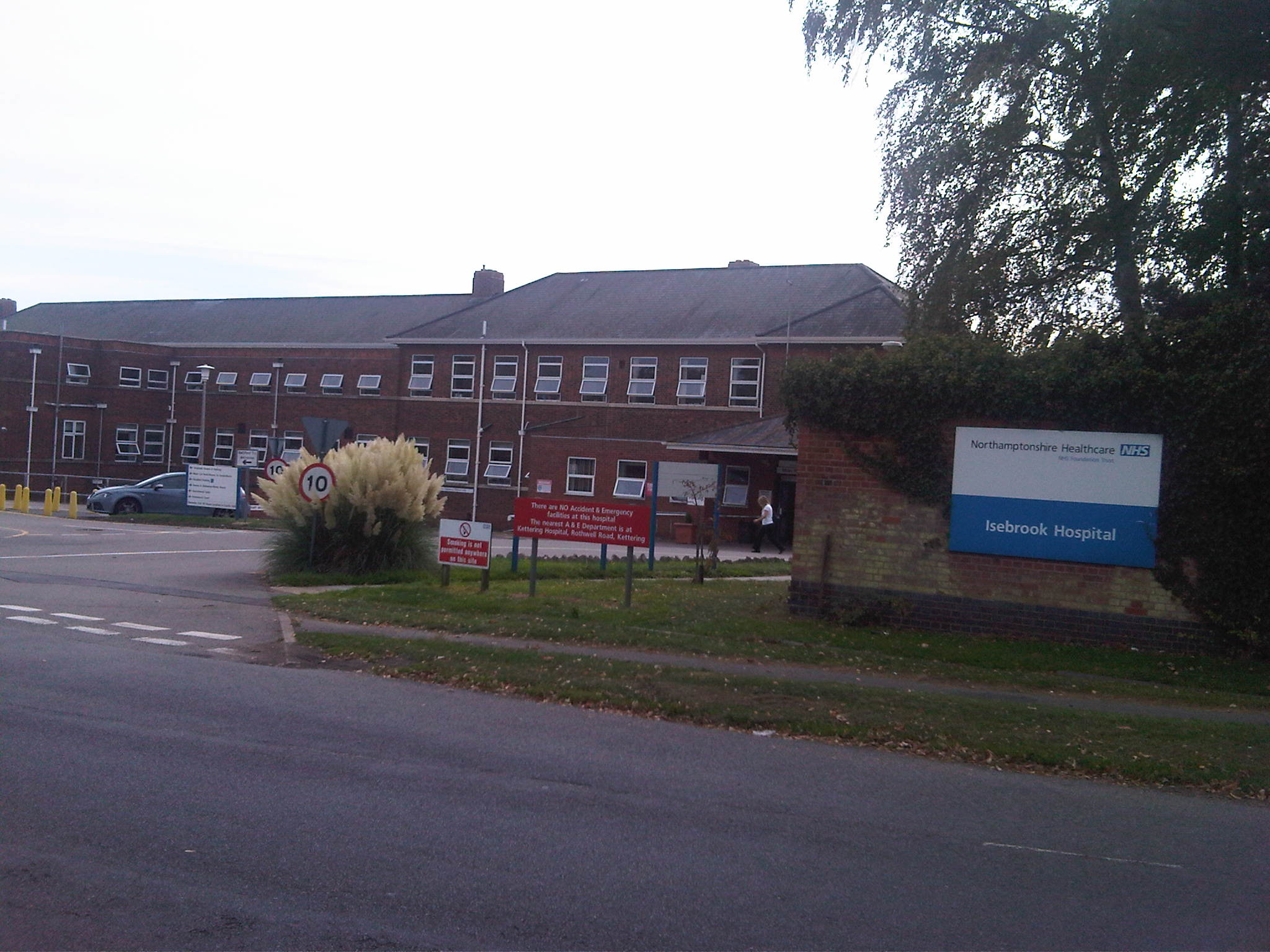
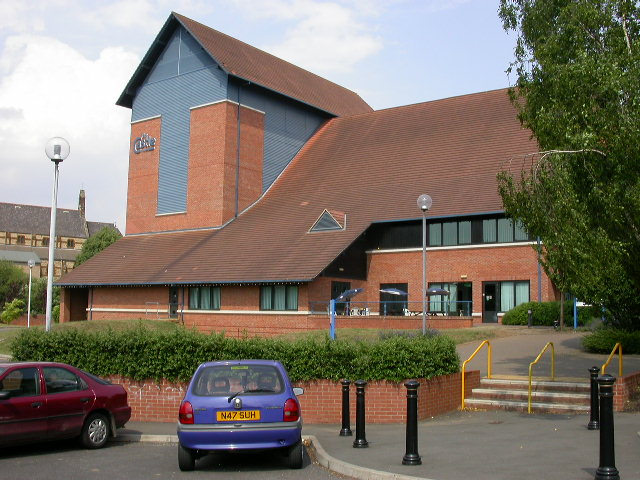
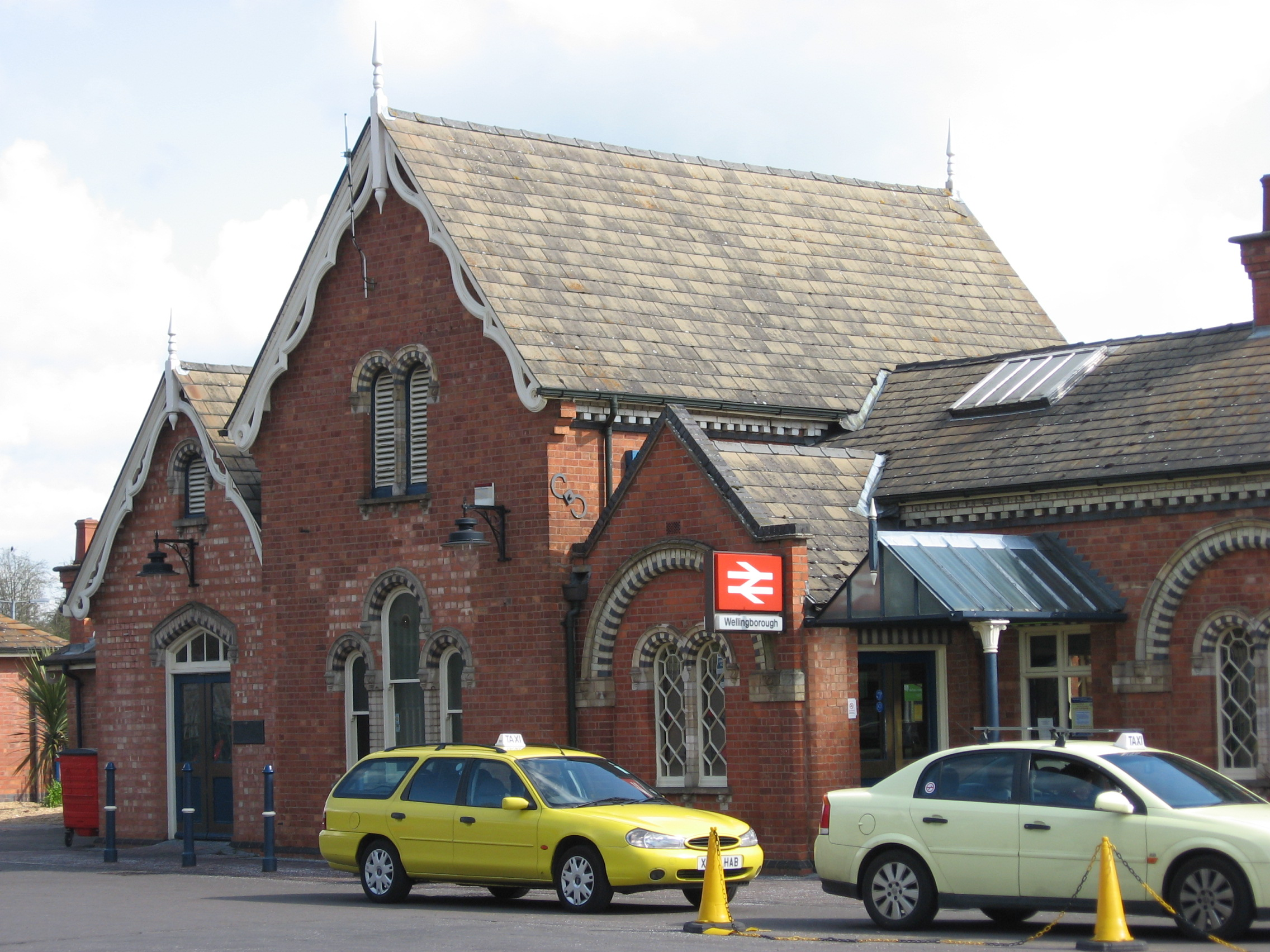

- Rory McLeod (1971), snookerspeler